# Novopavlivka (Zaharivka), Rozdilna
Novopavlivka (în ucraineană Новопавлівка) este un sat în comuna Zaharivka din raionul Rozdilna, regiunea Odesa, Ucraina.

## Demografie
Componența lingvistică a localității Novopavlivka
     Ucraineană (93,3%)
     Română (3,83%)
     Rusă (2,87%)
Conform recensământului din 2001, majoritatea populației localității Novopavlivka era vorbitoare de ucraineană (93,3%), existând în minoritate și vorbitori de română (3,83%) și rusă (2,87%).